# Futura (Jazzlabel)
Futura Marge mit Sitz in Lyon ist ein unabhängiges Musiklabel für Jazz; auf Unterlabeln erscheinen auch Jazz und Free Jazz.
Futura (Futura Marge) ist ein zu Beginn der 1970er Jahre von Gérard Terronès († 2017) gegründetes französisches Jazzlabel. Nach dem Tod von Gérard Terronès übernahm Christophe Féray zusammen mit Odette Terronès die künstlerische Leitung.1971 bewarb es seine LPs unter anderem von Dizzy Reece, Mal Waldron, Art Taylor, John Surman und Anthony Braxton im Billboard als First French label for underground. Weitere Veröffentlichungen waren Produktionen von Michel Portal, Siegfried Kessler, Georges Arvanitas, Mal Waldron, François Tusques, Burton Greene, Joachim Kühn, Steve Lacy, Jaki Byard, Sahib Shihab, Pierre Favre, Sonny Grey, Dexter Gordon, Raymond Boni, Bernard Vitet und Hal Singer, zumeist Konzertmitschnitte. Mitte der 1970er Jahre wurde das Sublabel Marge gegründet, auf dem Aufnahmen unter anderem von David Murray, Saheb Sarbib, Willem Breuker, Dave Burrell, John Tchicai, Archie Shepp, Bernard Lubat/Hervé Bourde, Stu Martin, Rob Brown, Sophia Domancich, Billy Harper, Abbey Lincoln, Frank Lowe, Sunny Murray, Sonny Sharrock und Evan Parker erschienen. In den 1980er Jahren wurden die weiteren Sublabels Blue Marge, Hôte Marge, Impro und Jazz Unité gebildet.